# Doupovské hory

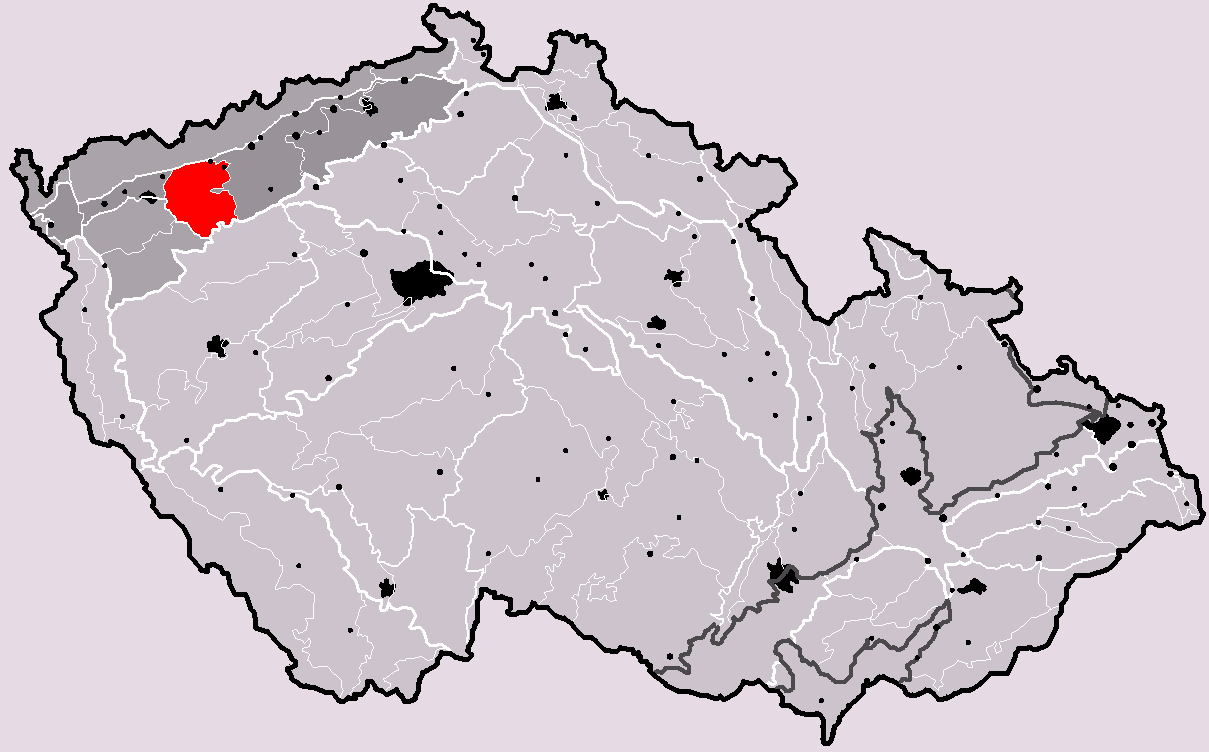
Doupovské hory

De Doupovské hory (Duits: Duppauer Gebirge, Nederlands soms Duppauergebergte) is een gebergte in Tsjechië. Het middelgebergte is grotendeels gelegen in de districten Karlsbad en Chomutov in het noordwesten van het land. De hoogste berg in het gebied is de Hradiště met 934 meter.
Toen na de Tweede Wereldoorlog de Duitse bevolking verdreven werd uit het gebied werd de regio bijna onbewoond. In 1953 werd er een trainingsgebied van het leger gevestigd in de Doupovské hory, die nog steeds gebruikt wordt door de NAVO.